# Зульцфельд (Рен-Грабфельд)
Зульцфельд (нім. Sulzfeld) — громада в Німеччині, розташована в землі Баварія. Підпорядковується адміністративному округу Нижня Франконія. Входить до складу району Рен-Грабфельд. Складова частина об'єднання громад Бад-Кенігсгофен-ім-Грабфельд.
Площа — 22,52 км2. Населення становить 1702 ос. (станом на 31 грудня 2020).